# 黄尾短吻鱼
黄尾短吻鱼（学名：Sikukia flavicaudata）为輻鰭魚綱鯉形目鲤科短吻鱼属的鱼类。分布于亞洲寮國及中國雲南省澜沧江下游及其支流等，常见于江河主河道。體長可達15公分。

## 扩展阅读
維基物種上的相關：黄尾短吻鱼